# Lake Sammamish
Lake Sammamish är en sötvattensjö belägen 13 kilometer från Seattle i King County i delstaten Washington i nordvästra USA. Lake Sammamish ligger öster om Lake Washington och väster om Sammamish Plateau.
Seriemördaren Ted Bundy kidnappade två kvinnor vid Lake Sammamish State Park den 14 juli 1974: först 23-åriga Janice Ott och fyra timmar senare 18-åriga Denise Naslund. De båda kvinnornas kvarlevor påträffades i Issaquah två månader senare.